# Tuscaloosa (álbum)
Tuscaloosa es un álbum en directo del músico canadiense Neil Young, publicado por la compañía discográfica Shakey Pictures Records el 7 de junio de 2019. Es el cuarto volumen de la Performance Series dentro de los Neil Young Archives. 
El álbum incluye el concierto ofrecido el 5 de febrero de 1973 en Tuscaloosa (Alabama), que formó parte de la gira del álbum Time Fades Away junto al grupo The Stray Gators. A diferencia de Time Fades Away, que fue recopilado de fechas posteriores de la gira, la formación incluye al batería Kenny Buttrey, posteriormente reemplazado por Johnny Barbata. Tuscaloosa no incluye el concierto completo, ya que no todas las canciones fueron grabadas, y "The Loner" y "On the Way Home" no fueron incluidas en la lista final.

## Lista de canciones
Todas las canciones escritas y compuestas por Neil Young. 
| N.º | Título                     | Duración |  |
| 1.  | «Here We Are In the Years» | 3:56     |  |
| 2.  | «After the Gold Rush»      | 4:42     |  |
| 3.  | «Out On the Weekend»       | 5:29     |  |
| 4.  | «Harvest»                  | 4:14     |  |
| 5.  | «Old Man»                  | 4:17     |  |
| 6.  | «Heart of Gold»            | 3:48     |  |
| 7.  | «Time Fades Away»          | 6:10     |  |
| 8.  | «Lookout Joe»              | 4:59     |  |
| 9.  | «New Mama»                 | 3:01     |  |
| 10. | «Alabama»                  | 3:50     |  |
| 11. | «Don't Be Denied»          | 8:09     |  |

## Personal
- Neil Young — voz, guitarra, piano y armónica.
- Ben Keith — pedal steel, guitarra slide y coros.
- Jack Nitzsche — piano y coros.
- Tim Drummond — bajo.
- Kenny Buttrey — batería.

## Posición en listas
| País                                | Posición |
| ----------------------------------- | -------- |
| Alemania (Media Control Charts)     | 20       |
| Austria (Ö3 Austria)                | 28       |
| Bélgica (Ultratop flamenca)         | 48       |
| Bélgica (Ultratop valona)           | 30       |
| Países Bajos (Album Top 100)        | 57       |
| Finlandia (Suomen Virallinen Lista) | 40       |
| Francia (SNEP)                      | 59       |
| Hungría (MAHASZ)                    | 4        |
| Irlanda (IRMA)                      | 52       |
| Italia (FIMI)                       | 55       |
| España (PROMUSICAE)                 | 23       |
| Suecia (Sverigetopplistan)          | 39       |
| Suiza (Schweizer Hitparade)         | 36       |
| Reino Unido (UK Albums Chart)       | 30       |
| Estados Unidos (Billboard 200)      | 108      |